# Arlinda Canaj
Arlinda Canaj (ur. 25 kwietnia 1970 w Tiranie, zm. 24 sierpnia 2017 tamże) – albańska pisarka i dziennikarka.

## Życiorys
Ukończyła studia na wydziale filologicznym Uniwersytetu Tirańskiego. Po studiach pracowała jako dziennikarka, zajmowała się tematyką kulturalną. Publikowała głównie w czasopismach 
Pesëdhjetë e pesë, Spektër i Shekulli. W 2001 opublikowała swoją pierwszą powieść Dashuri bionde, za którą otrzymała nagrodę im. Zefa Serembe. W 2005 ukazała się powieść Jeta e një virgjëreshe, a w 2014 kolejna - Femrat nudo të kryeqytetit.
24 sierpnia 2017 wyskoczyła z okna mieszkania na IV piętrze. W ciężkim stanie została zabrana do szpitala, gdzie zmarła w tym samym dniu. Była rozwódką, miała dwie córki.

## Twórczość
- 2001: Dashuri bjonde
- 2004: Jeta e një virgjëreshe
- 2014: Femrat nudo të kryeqytetit